# Rufus (software)
Rufus, um acrônimo para The Reliable USB Formatting Utility, with Source , é um aplicativo portátil grátis e de código aberto para Microsoft Windows que pode ser usado para formatar e criar unidades flash USB inicializáveis ou Live USBs.

## Recursos
Rufus suporta uma variedade de inicializáveis .iso arquivos, incluindo várias Distribuições Linux e arquivos .iso de instalação do Windows, bem como arquivos brutos de imagem de disco (incluindo os compactados). Se necessário, ele instalará um gerenciador de inicialização como SYSLINUX ou GRUB na unidade flash para torná-lo inicializável. Também permite a instalação de MS-DOS ou FreeDOS em uma unidade flash, bem como a criação de midia inicializável do Windows To Go. Ele suporta a formatação de drives flash como FAT, FAT32, NTFS, exFAT, UDF ou ReFS.